# Sevendust
Sevendust – alternatywno metalowy/alternatywno rockowy zespół z USA.

## Historia

### Początek (Crawlspace)
Pod koniec 1994 roku basista Vinnie Hornsby i perkusista Morgan Rose grali w zespole o nazwie Snake Nation. Na jednym ze swoich koncertów byli supportowani przez lokalny zespół R&B o nazwie Body & Soul, na którego czele stał wokalista Lajon. Vinnie i Morgan byli zachwyceni głosem Lajona, pomyśleli, że gdyby założyli zespół z Lajonem efekt mógłby być niesamowity. Więc Vinnie i Morgan (najlepsi muzycy w swoim mieście) zdecydowali podkraść wokalistę do swojego nowego zespołu. Do zespół wkrótce dołączył gitarzysta John John Connolly (który był perkusistą w zespole Peacedog) oraz gitarzysta Lee Banks. Tak powstał zespół, który początkowo nosił nazwę Crawlspace.
Gdy nastąpił czas na znalezienie managera, Morgan i Vinnie zgłosili się do starego przyjaciela Jay Jaya Frencha, managera zespołu Snake Nation i gitarzysty Twisted Sister. Jay Jay w tym samym czasie miał akurat przerwę od przemysłu muzycznego i zajmował się rodziną, więc nie chciał zbytnio pomóc zespołowi. Grupa przekonała go mówiąc, że zapowiedzieli trasę koncertową w Nowym Jorku i dobrze by było gdyby ktoś im pomógł w organizacji koncertów. Jay Jay przełamał się i pomógł zorganizować kilka koncertów w styczniu 1995 roku, najbardziej niezwykły odbył się w folkowym klubie „Bitter End”.
Niestety stałym klientom „Bitter End” muzyka się nie spodobała i wszyscy zaczęli wychodzić z klubu, aby uciec przed ich ciężkim brzmieniem. Słysząc zamieszanie, orgzanizator koncertów (który odmówił im występu tydzień wcześniej) z sąsiedniego klubu „Rock Ridge Saloon” pobiegł i zamówił zespół na następną noc. Wycieczka do Nowego Jorku nie obyła się bez nieszczęść. Lee Banks został przyłapany na jeździe pod wpływem alkoholu próbując odwieźć zespół do hotelu w New Jersey i spędził 72 godziny w areszcie.
Wycieczka do Nowego Jorku pokazała, że zespół posiada potencjał, ale pomimo tego potrzebuje, także jakiegoś „przewodnika”. Będący dwudziestoletnim weteranem branży muzycznej Jay Jay decyduje się wziąć zespół pod swoją opiekę, przy okazji balansując pomiędzy życiem rodzinnym a przemysłem muzycznym.

### TVT Records
W lipcu 1995 roku Jay Jay wyprodukowuje pierwsze demo na zapleczu nocnego klubu „The Wrec Room” w Atlancie. Lipiec w Atlancie w pomalowanym na czarno pokoju bez klimatyzacji był dla zespołu doświadczeniem, którego na pewno nigdy nie zapomną. Temperatura w pokoju osiągała czasami nawet 49 stopni. W listopadzie 1995 roku Lee Banks opuszcza zespół i zastępuje go Clint Lowery z zespołu Still Rain. Grając w Atlancie zespół został zauważony przez przedstawicieli wytwórni TVT Records.
Reprezentanci wytwórni szukali klubu ze striptizem jednak pomylili drzwi i dostali się na koncert Crawlspace. Zdaniem członków zespołu koncert był okropny z powodu słabego przygotowania budynku do koncertów. Pomimo tego po koncercie do zespołu podszedł Sudi (przedstawiciel TVT Records), mówiąc że byli świetni i poprosił o demo. Członkowie zespołu szybko zapomnieli o nieudanym koncercie i nie mogli sobie wyobrazić, aby ktoś mógł powiedzieć, że ich koncert był lepszy niż średni tamtej nocy. Dwa tygodnie później w czerwcu 1996 roku zespół dołącza do wytwórni TVT Records.
5 lipca 1996 roku zespół wchodzi do Triclops Studios w Atlancie i przez trzy tygodnie nagrywa nowy materiał. Obok Jay Jaya na stanowisko producenta dołącza basista Twisted Sister Mark Mendoza. Z wyczuciem Jay Jaya do tworzenia gitarowych riffów i Mendozy znającego się na tworzeniu energetycznej sekcji rytmicznej. Materiał zapowiadał się być ciężki i solidnie zrobiony w przeciwieństwie do starych piosenek, które zostały bardzo szybko nagrane. Zespół doprowadził do szału ekipę produkcyjną, ponieważ po procesie preprodukcji wszedł ponownie do studia i zaczął wprowadzać zmiany we wszystkich piosenkach.
Zamieszanie, które zespół wprowadził do studia było spowodowane różnymi wydarzeniami, które działy się w pobliżu między innymi: Letnie igrzyska olimpijskie, które odbywały się w pobliżu studia, napad na pobliski bank oraz eksplozja samolotu (TWA Flight 800). Jednak największy wpływ miał zamach bombowy na Centennial Olympic Park, gdzie zespół miał występować następnego dnia. Wszystkie te wydarzenia przełożyły się na energię w piosenkach „Prayer”, „Too Close To Hate” i „Terminator”.
Pierwszą piosenką, która została przedstawiona szerszej publiczności było „My Ruin” na składance Mortal Kombat: More Kombat. Wkrótce zespół został zmuszony do zmiany nazwy, ponieważ nazwa „Crawlspace” została zastrzeżona przez inny zespół z zachodniego wybrzeża. Nowa nazwa została wymyślona przez basistę Vinnie’ego, który przeszukując garaż babci znalazł puszkę z pestycydami znanymi jako „sevindust”. Zespół ją zaakceptował i od tego momentu przyjął nazwę Sevendust.

### Sevendust
Debiutancki album o nazwie Sevendust ukazał się 15 kwietnia 1997 roku. W pierwszym tygodniu album sprzedał się tylko w 300 kopiach. W związku z tym, że zespół był mało znany, dyrektor TVT Records Steve Gottlieb postanowił wykupić pół godziny czasu antenowego w różnych stacjach telewizyjnych między innymi w FOX TV i UPN TV. Wkrótce koncert pod nazwą „Live and Loud” został wyemitowany w telewizji.
Po wyemitowaniu „Live and Loud” zespół zmienił się na zawsze. Debiutancki album Sevendust bardzo szybko zadebiutował na pierwszym miejscu wszelkich top list i utrzymywał się na nich przez 12 tygodni. Pierwszy singel „Black” był wciąż fenomenem po pięciu miesiącach od wydania.
W listopadzie 1997 roku zespół został zaproszony do najlepszej rockowej stacji w Nowym Jorku o nazwie WXRK, aby wykonać trzyczęściowy występ mający zaprezentować słuchaczom w kierunku jakiej muzyki stacja będzie podążać w przyszłości. Wystąpili, także na Ozzfeście w 1998 roku.
Wszystkie te czynniki pomogły osiągnąć zespołowi taki sukces, o jakim wcześniej nawet nie marzyli. 19 maja 1999 roku debiutancki album pokrywa się złotem i sprzedaje się w ponad 500 tys. kopiach. Tego samego dnia, w którym album pokrył się złotem perkusista Morgan Rose poznał swą przyszłą żonę basistkę zespołu Coal Chamber Rayna’ę Foss Rose (aktualnie są rozwiedzeni).

### Home
W czasie gdy album pokrył się złotem, zespół pracował nad swoim drugim albumem o nazwie Home. Po dwóch latach koncertowania i promowania zespołu poczuli, że nastąpił czas na nagranie kolejnego albumu. Tym razem nie nagrywali go w Atlancie tylko przenieśli się na wieś do studia Longview Studios w Massachusetts około marca 1999 roku.
Toby Wright (KoRn, Alice in Chains) zobowiązał się pomóc w produkcji drugiego albumu. Zespół był bardzo zadowolony pracą z Tobym, głównie cenili go za „brutalną” szczerość. Jeśli coś mu się nie podobało to od razu mówił, nie zważając na inne zdanie członków zespołu. Oprócz tego zaczęły się spekulacje fanów, że nowy album będzie podobny do KoRnu skoro producentem jest Wright.
Na nowej płycie zespół poeksperymentował trochę z brzmieniem między innymi perkusista Morgan dodał elektroniczne sample, które można usłyszeć w piosenkach „Denial” i „Waffle”. Postanowili, także zaprosić kilku gości: Skin ze Skunk Anansie, która udziela się wokalnie w piosence „Licking Cream” oraz Chino Moreno z Deftones, który także użycza wokalu, ale w piosence „Bender”.
Pomimo tego, że Toby Wright odpowiadał za produkcję albumu, grupa poczuła, że potrzebuje jeszcze kogoś kto sfinalizuje brzmienie albumu. Wybórł padł na Andy’ego Wallace’a (Nirvana, Helmet, Rage Against the Machine, Linkin Park) i jego wysokie umiejętności w miksowaniu.
Home zostaje wydany 17 sierpnia 1999 roku, prawie dwa lata po wydaniu debiutanckiego krążka. Po wydaniu albumu zespół ruszył w trasę koncertową o nazwie Van's Warped Tour. Pojawili się, także na festiwalu w Woodstock w 1999 roku oraz koncertowali z takimi gwiazdami jak: KoЯn, Staind, Reveille, Godsmack, Mudvayne, Powerman 5000, Creed, Kid Rock, Limp Bizkit i Metallica. W czerwcu 2000 roku pojechali na trasę koncertową ze Slipknotem, Coal Chamber i kilkoma innymi zespołami nazwaną Tattoo The Earth Tour. Rok po wydaniu Home pokrywa się złotem i sprzedaje w ponad 450 tys. kopiach.

### Animosity
Kolejny album zespołu zatytułowany Animosity pojawił się 13 listopada 2001 roku. Występuje na nim gościnnie Aaron Lewis ze Staind w piosence „Follow”. W porównaniu z poprzednimi albumami posiada więcej elementów eksperymentalnych, progresywnych i melodyjnych. Oprócz tego jest to pierwszy album, na którym pojawiły się ballady („X-Mas Day” i „Angel’s Son”) oraz piosenki z pozytywnym przesłaniem („Shine” i „Live Again”) w przeciwieństwie do brutalnych i mrocznych tematów z dwóch poprzednich płyt. Oprócz tego zespół dotknęła seria tragedii. Zmarł wokalista Lynn Strait z zespołu Snot, z którym byli zaprzyjaźnieni. W hołdzie dali piosenkę „Angel’s Son” na składankę Strait Up – A Tribute To Lynn Strait. Zmarł, także Dave Williams wokalista zespołu Drowning Pool oraz młodszy brat Lajona. Po śmierci brata Sevendust postanowił przerwać granie na pewien czas.

### Seasons
7 października 2003 roku pojawia się czwarty album Seasons. Według wielu fanów jest uważany za najlepszy album w dyskografii z powodu bardzo dobrych tekstów oraz melodyjnego brzmienia. Jest to jednocześnie najlżejszy album w historii grupy. Zmiana brzmienia była spowodowaną pracą z producentem Butchem Walkerem założycielem zespołu Marvelous Three. W grudniu 2004 roku zespół opuszcza gitarzysta Clint Lowery i dołącza do brata Coreya Lowery w Dark New Day. Później zastępuje go Sonny Mayo, który grał w Snot i Amen.

### Next
Następny album Next zostaje wydany 11 października 2005 roku. Krążek powraca stylem do dwóch pierwszych albumów. Jest to pierwszy album niewydany przez TVT Records. Zespół sam wyprodukował krążek za własne pieniądze podczas gdy nie był związany z żadną wytwórnią. Next dostawał pozytywne recenzje jednak nie sprzedał się tak dobrze jak zakładano. Przyczyną tego była słaba promocja przez nową wytwórnię Winedark Records, wielu fanów nawet nie miało pojęcia, że ukazał się nowy album.

### Alpha
Szósty album Alpha ukazuje się 3 marca 2007 roku. Zostaje wydany przez wytwórnię Asylum Records, zajmującą się wydawaniem albumów hip-hopowych. Album sprzedaje się w 42 tys. kopiach w ciągu pierwszego tygodnia.

## Skład
Aktualni członkowie
- Lajon Witherspoon – śpiew
- John Connolly – gitara
- Clint Lowery – gitara
- Vinnie Hornsby – gitara basowa
- Morgan Rose – perkusja

Byli członkowie
- Lee Banks – gitara (1994–1995)
- Sonny Mayo – gitara (2005–2008)

## Dyskografia

### Albumy
| #  | Tytuł                                | Rok  | Wytwórnia        |
| -- | ------------------------------------ | ---- | ---------------- |
| 1  | Sevendust                            | 1997 | TVT Records      |
| 2  | Home                                 | 1999 | TVT Records      |
| 3  | Animosity                            | 2001 | TVT Records      |
| 4  | Seasons                              | 2003 | TVT Records      |
| 5  | Southside Double-Wide: Acoustic Live | 2004 | TVT Records      |
| 6  | Next                                 | 2005 | Winedark Records |
| 7  | Best of (Chapter One 1997–2004)      | 2005 | TVT Records      |
| 8  | Alpha                                | 2007 | Asylum Records   |
| 9  | Retrospective 2                      | 2007 | Asylum Records   |
| 10 | Hope & Sorrow                        | 2008 | Asylum Records   |
| 11 | Cold Day Memory                      | 2010 | Atlantic Records |
| 12 | Black Out the Sun                    | 2013 | Asylum Records   |

### Single
| #  | Tytuł               | Rok  | Album         |
| -- | ------------------- | ---- | ------------- |
| 1  | „Black"             | 1998 | Sevendust     |
| 2  | „Bitch"             | 1998 | Sevendust     |
| 3  | „Too Close to Hate" | 1998 | Sevendust     |
| 4  | „Denial"            | 1999 | Home          |
| 5  | „Waffle"            | 2000 | Home          |
| 6  | „Praise"            | 2001 | Animosity     |
| 7  | „Live Again"        | 2002 | Animosity     |
| 8  | „Crucified"         | 2002 | Animosity     |
| 9  | „Xmas Day"          | 2002 | Animosity     |
| 10 | „Enemy"             | 2003 | Seasons       |
| 11 | „Broken Down"       | 2004 | Seasons       |
| 12 | „Face to Face"      | 2004 | Seasons       |
| 13 | „Ugly"              | 2005 | Next          |
| 14 | „Failure"           | 2006 | Next          |
| 15 | „Pieces"            | 2006 | Next          |
| 16 | „Driven"            | 2007 | Alpha         |
| 17 | „Beg to Differ"     | 2007 | Alpha         |
| 18 | „Prodigal Son"      | 2008 | Hope & Sorrow |
| 19 | „The Past"          | 2008 | Hope & Sorrow |

### Teledyski
| #  | Tytuł                         | Rok  | Reżyser                           | Album                                |
| -- | ----------------------------- | ---- | --------------------------------- | ------------------------------------ |
| 1  | „Black"                       | 1998 | Mark Haefeli                      | Sevendust                            |
| 2  | „Bitch"                       | 1998 | Mark Haefeli                      | Sevendust                            |
| 3  | „Bender (feat. Chino Moreno)" | 1999 | Ian Barrett                       | Home                                 |
| 4  | „Denial"                      | 1999 | Paul Andresen                     | Home                                 |
| 5  | „Licking Cream” (feat. Skin)  | 2000 | Ben Joe Dempsey                   | Home                                 |
| 6  | „Waffle"                      | 2000 | Marcos Siega                      | Home                                 |
| 7  | „Angel’s Son (Version 1)"     | 2000 | Nathan Cox                        | Strait Up – A Tribute To Lynn Strait |
| 8  | „Praise"                      | 2001 | Glen Bennett                      | Animosity                            |
| 9  | „Angel’s Son (Version 2)"     | 2002 | Noble Jones                       | Animosity                            |
| 10 | „Live Again"                  | 2002 | Noble Jones                       | Animosity                            |
| 11 | „Enemy"                       | 2003 | Adam Polina                       | Seasons                              |
| 12 | „Broken Down"                 | 2004 | Fran Strine                       | Seasons                              |
| 13 | „Ugly"                        | 2005 | P.R. Brown                        | Next                                 |
| 14 | „Pieces"                      | 2006 | Fran Strine                       | Next                                 |
| 15 | „Driven"                      | 2007 | Marc Vadeboncoeur i Morgan Murphy | Alpha                                |
| 16 | „Prodigal Son"                | 2008 | Fran Strine                       | Hope & Sorrow                        |
| 17 | „Dirty”                       | 2018 | Caleb Mallery                     | All I See Is War                     |